# Cleo Palumbo
Cleo Palumbo (1899-1972), fue una actriz de teatro, bailarina y coreógrafa argentina.

## Carrera
Hija del dirigente socialista Rafael Palumbo, y hermana de la actriz y vedette Rosa Palumbo, más conocida como  Rosita Contreras. Inició su carrera en la década de 1920 en el género revisteril donde forjó su larga trayectoria.
En cine debuta con el film mudo La costurerita que dio aquel mal paso en 1926, dirigida por  José Agustín Ferreyra, e interpretada por María Turgenova y Felipe Farah. En 1931 aparece en la película Las luces de Buenos Aires, encabezada por el cantor Carlos Gardel, en el rol de una bailarina folclórica.
En 1932 integra una Compañía del Teatro Maipo en la que se encontraban su hermana Rosita Contreras, las actrices Gladys Rizza y Mary Lamas, y los actores Félix Mutarelli, Pedro Quartucci, Héctor Quintanilla, Carlos Enríquez y Carlos Dux. Con esta estrena las obras Sonaste, 1932 y Buenos Aires está seco. En ese año también hace la coreografía de la comedia musical No me caso aunque me maten con libro y letra de Eduardo Bocear, con la  Compañía Conjunto Cómico de Espectáculos Musicados Rafael Buonavoglia, con dirección musical de Carlos Pibernat. 
En septiembre de 1932 hace en el Teatro Monumental una coreografía para el musical Melenita de oro, del Conjunto de Breves Piezas Cómicas con la dirección general de Enrique Arellano.

## Filmografía
- 1926: La costurerita que dio aquel mal paso.
- 1931: Las luces de Buenos Aires.

## Teatro
- 1932: Sonaste, 1932.
- 1932: Buenos Aires está seco.
- 1932: No me caso aunque me maten.
- 1932: Melenita de oro.